# Borovje, Štalenska gora
Borovje (nemško Farchern) je naselje v Občini Štalenska gora v Okraju Celovec-dežela na severno-osrednjem predelu Celovškega polja na meji mesta Celovec in njenega mestnega okraja Trdnja vas na Koroškem v Avstriji.

## Zgodovina
Imena dreves, zlasti borovcev, so pogosto botrovala poimenovanju številnih vasi na Koroškem. Pogosto jih je v zgodnjih zgodovinskih listinah zato težko ločiti med seboj. Majhna vas Borovje, ki je razdeljena med dve občini (Celovec in Štalenska gora), je prvič zapisana leta 1422 (v pogosto citirani listini iz leta 1347 je naveden kraj v dolini Gline na severnem Koroškem). 
Takrat sta dva kmeta prodala nekaj lastniških zemljišč. Očitno se je iz tega v osnovi koseškega posestva  v 16. stoletju razvilo majhno podeželsko posestvo, ki se je do konca 18. stoletja imenovalo „Samitzhof“ (slow. p.d. Samic). To ime se očitno nanaša na zgodnejšo družino lastnikov, ki je bila v 16. stoletju dejavna v rudarstvu in je imela visoke funkcije v službi deželnega gospostva (nem. Landstände).
Rodbina Samicovih (nem. »Samitz«) je bila leta 1597 povzdignjena v plemiški stan. Christoph von Samitz je bil od leta 1612 deželni tajnik (nem. Landschaftssekretär). Vendar se je večina družine zaradi protestantske vere leta 1629 izselila in prodala koroška posestva.
V prvi polovici 19. stoletja se je za gospodo Borovje uveljavilo ime nem. »Litzelhof« v spomin na plemiško uradniško družino »von Litzelhofen«, ki je imela posestvo v lasti med letoma 1748 in 1793. Med letoma 1793 in 1862 je imelo posestvo 15 različnih lastnikov, večinoma v plemiški stan povzdignjeni najvišji uradniki ali celovški trgovci, ki so v njem videli le kratkoročno naložbeno priložnost. 
Tako kot številna druga posestva v neposredni bližini Celovca je tudi gospoda Borovje med gospodarsko krizo v začetku 30. let 20. stoletja kupil častnik iz Nemčije, upokojeni korvetni kapitan Erich von Boehm-Bezing, katerega potomci ga upravljajo še danes.
Meja vasi že od nekdaj poteka po lokalni cesti. Do konca 19. stoletja se je na območju občine Šenttomaž pri Celovcu nahajal le mogočni dvorec. Šele v 20. stoletju je bilo dograjenih nekaj stanovanjskih stavb.

## Ledinska imena
V franciscejskem katastru so zapisana sledeča ledinska imena po kazalu ure začenši na severu (v oklepaju zgodovinski zapisi): Osel, Pod Oslom (Podosvam); Na Oslu (Na Osli), Na zdrtu (Nasdreti); Pri križu (Pri Krischi), Spodnje polje (Spodnopolle); Kogel; Tablica (Tablicza); Pod mirom (Podmirom); (Pcinta); Brezova gora [gozd] (Brezova hora); (Achwiesen); Blata (Blatta); (Posnak); (Barollone). 

## Poimenovanje
Pavel Zdovc je zapisal rabo krajevnega imena kot sledi: Borovje, v Boróvju, v Boróvje, iz Boróvja.

## Narečje
Zgodovinsko domače slovensko narečje je (bila) poljanščina Celovškega polja, kot je bilo zapisano leta v doktorski disertaciji Katje Sturm-Schnabl leta 1973 ter terminološko opredeljeno kot takšno šele v okviru znanstveno raziskovalnega dela Bojana-Ilije Schnabl ob pripravah za Enciklopedije slovenske kulturne zgodovine na Koroškem (2010 oz.  2016).
Nemščina je prisotna v obliki osrednje-koroškega nemškega narečja.

## Cerkvena ureditev
Vas Borovje pripada v celoti podružnični cerkvi Šmarjeta župnije Cerkev sv. Tomaža, Šenttomaž pri Celovcu. Po cerkvenem šematizmu Krške škofije iz leta 1917/1918 ter po uradno sestavljenem zemljevidu jezikovnih razmer oz. liturgijskega jezika škofije iz leta 1924 (sestavljen do leta 1921) pripada Šmarjeta tinjski dekaniji in bila "slovenska" podružniška cerkev fare Šenttomaž. Dandanes je izljučno nemška.